# Tchertanovo Severnoïe
Tchertanovo Severnoïe (Муниципальный округ Чертаново Северное, « Tchertanovo nord ») est un district administratif du district administratif sud de Moscou, existant depuis 1991.
Tout comme les districts de Tchertanovo Ioujnoïe et de Tchertanovo Tsentralnoïe, il tire son nom du village de Tchertanovo.
Il est devenu une partie du territoire de la ville en 1960, avec l'achèvement du MKAD.

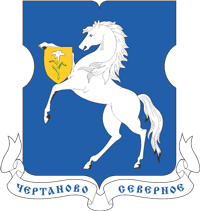
Armes du district
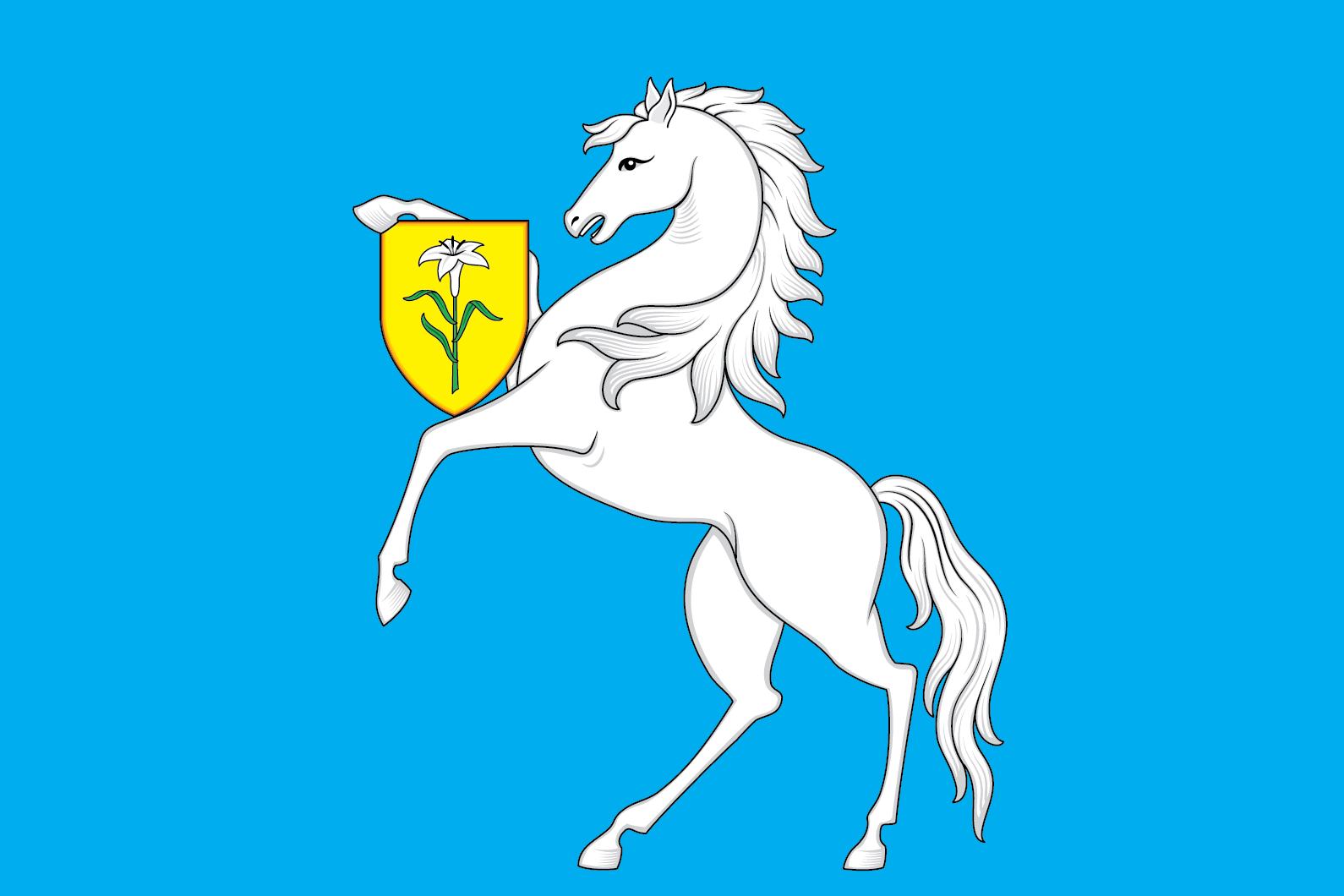
Drapeau du district